# Piracaia
Piracaia é um município brasileiro do estado de São Paulo. Localiza-se a uma latitude 23º03'14" sul e a uma longitude 46º21'29" oeste, estando a uma altitude de 792 metros. Sua população estimada em 2020 é de 27 462 habitantes. Seu nome é de origem tupi e significa "peixe assado", através da junção de pirá ("peixe") e kaîa ("assado"). O município é formado pela sede e pelo distrito de Batatuba.

## História
Francisco Antônio Nogueira é citado no Almanach de Piracaia como um dos primeiros construtores do município, em 1817, quando o seu nome ainda era Vila de Santo Antônio da Cachoeira.
A cidade de Piracaia foi fundada em  16 de junho de 1817, com o nome de Santo Antônio da Cachoeira, como um bairro de Nazaré Paulista, por dona Leonor de Oliveira Franco e seus filhos, que doaram um terreno para construção de uma capela em louvor a Santo Antônio. O local exato da fundação é a atual Praça Júlio Mesquita, onde foi erguida e inaugurada, em 16 de Junho de 1891, a atual Igreja Matriz de Santo Antônio da Cachoeira.
O bairro de Santo Antônio da Cachoeira foi elevado a condição de freguesia em 5 de março de 1836, através da Lei Provincial Número 44 do município de Atibaia.
A Lei Provincial Número 404, de 10 de junho de 1850, transferiu o distrito de Piracaia do município de Atibaia para o de Nazaré Paulista. Em 24 de março de 1859, através da Lei Provincial Número Doze, a freguesia foi elevada à categoria de vila, com o nome de Santo Antônio da Cachoeira, desmembrada de Nazaré Paulista. Sua instalação ocorreu em 31 de julho de 1859.

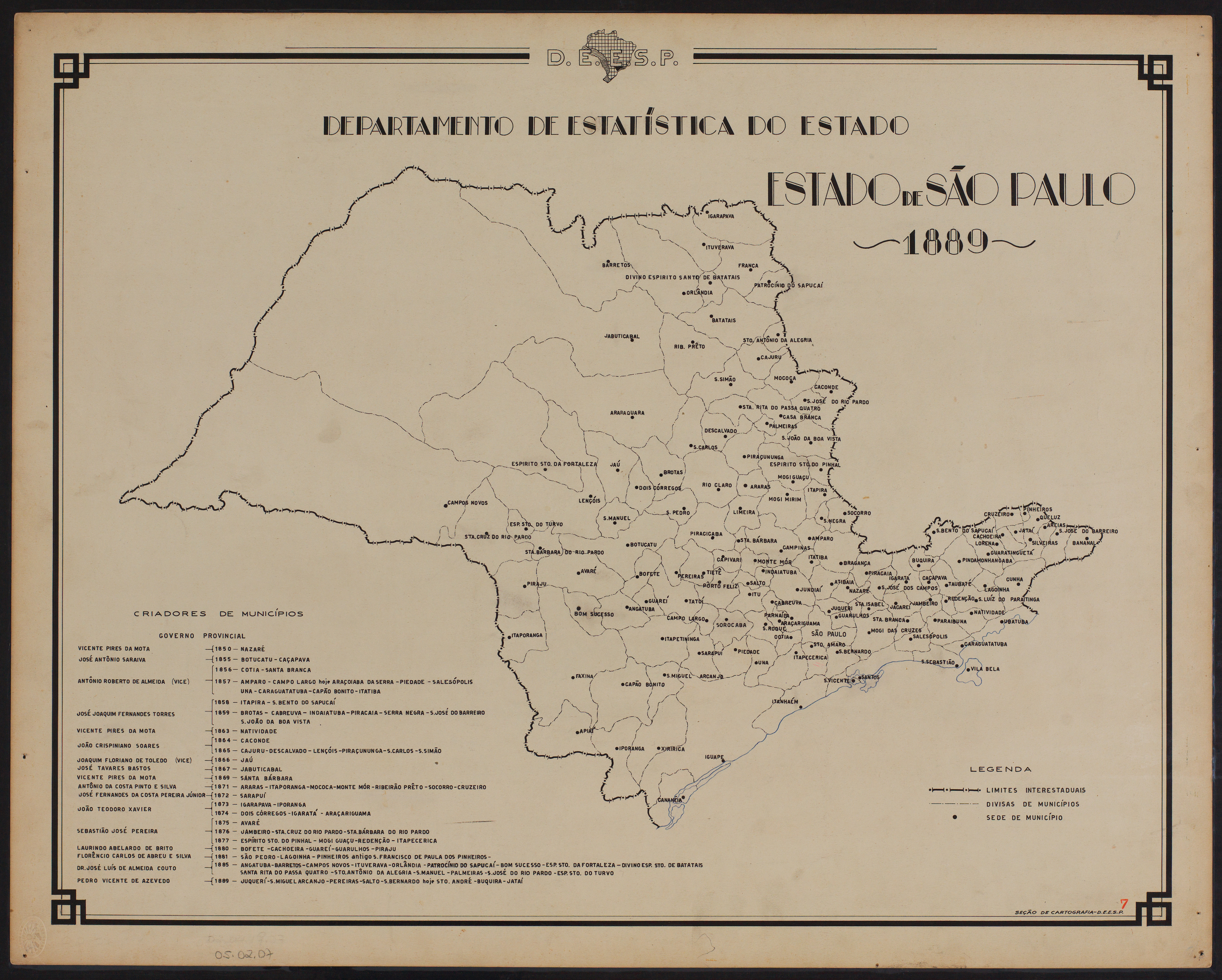
Estado de São Paulo (1889).

Foi elevada a categoria de cidade através da Lei Provincial Número 62, de 21 de março de 1885, e em 9 de Novembro de 1892, elevada a categoria de município. A denominação atual foi adotada em 20 de agosto de 1906, através da Lei Estadual Número 997.

## Geografia
Localizada na Serra da Mantiqueira, possui muitas cachoeiras e montanhas.
O ponto turístico mais famoso é a Igreja Matriz de Santo Antônio da Cachoeira, cujo teto possui a pintura de todos os papas. É a segunda igreja do mundo a possuir tal acervo, sendo a primeira, a Basílica de São Paulo, em Roma, na Itália. Outro ponto turístico famoso é o Santo Cruzeiro, que é o maior do mundo.
- Clima: tropical de altitude com temperatura média de 24 °C.
- Relevo: Montanhoso e fortemente ondulado
- Hidrografia: Banhada pelos rios Cachoeira e Atibainha.

O rio Cachoeira, que circunda o "Parque Ecológico Dr. Gilberto José Nogueira" de Piracaia, passa também pelos municípios de Bom Jesus dos Perdões e Joanópolis.
Possui três barragens: barragem do Jaguari-Jacareí, barragem do Cachoeira e barragem do Atibainha.

## Demografia

### População
| Crescimento populacional                             | Crescimento populacional | Crescimento populacional | Crescimento populacional |
| Ano                                                  | População Total          |                          | %±                       |
| ---------------------------------------------------- | ------------------------ | ------------------------ | ------------------------ |
| 1872                                                 | 6 160                    |                          |                          |
| 1890                                                 | 8 582                    |                          | 39,3%                    |
| 1900                                                 | 6 862                    |                          | −20,0%                   |
| 1910                                                 | 14 563                   |                          | 112,2%                   |
| 1920                                                 | 14 798                   |                          | 1,6%                     |
| 1925                                                 | 17 711                   |                          | 19,7%                    |
| 1934                                                 | 12 454                   |                          | −29,7%                   |
| 1937                                                 | 13 315                   |                          | 6,9%                     |
| 1940                                                 | 11 127                   |                          | −16,4%                   |
| 1946                                                 | 12 216                   |                          | 9,8%                     |
| 1950                                                 | 11 268                   |                          | −7,8%                    |
| 1958                                                 | 10 639                   |                          | −5,6%                    |
| 1960                                                 | 12 200                   |                          | 14,7%                    |
| 1970                                                 | 12 883                   |                          | 5,6%                     |
| 1980                                                 | 13 792                   |                          | 7,1%                     |
| 1991                                                 | 18 999                   |                          | 37,8%                    |
| 2000                                                 | 23 347                   |                          | 22,9%                    |
| 2010                                                 | 25 116                   |                          | 7,6%                     |
| 2022                                                 | 26 029                   |                          | 3,6%                     |
| Est. 2024                                            | 26 764                   | [ 10 ]                   | 2,8%                     |
| Fontes: Censos Demográficos IBGE e Estimativas SEADE |                          |                          |                          |

### Dados demográficos
População total: 25139
- Urbana: 23 347
- Rural: 1792
- Homens: 12300
- Mulheres: 12839

Densidade demográfica (hab./km²): 65,34
Mortalidade infantil até 1 ano (por mil): 8,41
Expectativa de vida (anos): 80,20
Taxa de fecundidade (filhos por mulher): 2,23
Taxa de alfabetização: 94,35%*
Índice de Desenvolvimento Humano (IDH-M): 0,792
- IDH-M Renda: 0,722
- IDH-M Longevidade: 0,801
- IDH-M Educação: 0.854
- Ranking no estado: 111º
- Ranking no País: 742º

## Política e administração
Para os anos de 2025 a 2028, a cidade conta com André Rogério como prefeito e Carlinhos Ximenes como vice-prefeito.

## Infraestrutura

### Comunicações
O sistema de telefones automáticos foi inaugurado na cidade em 1981 pela Telecomunicações de São Paulo (TELESP), que também implantou o sistema de discagem direta à distância (DDD) em 1981 com o código de área (011). Anteriormente a cidade era atendida pela Companhia Telefônica Brasileira (CTB).

## Religião

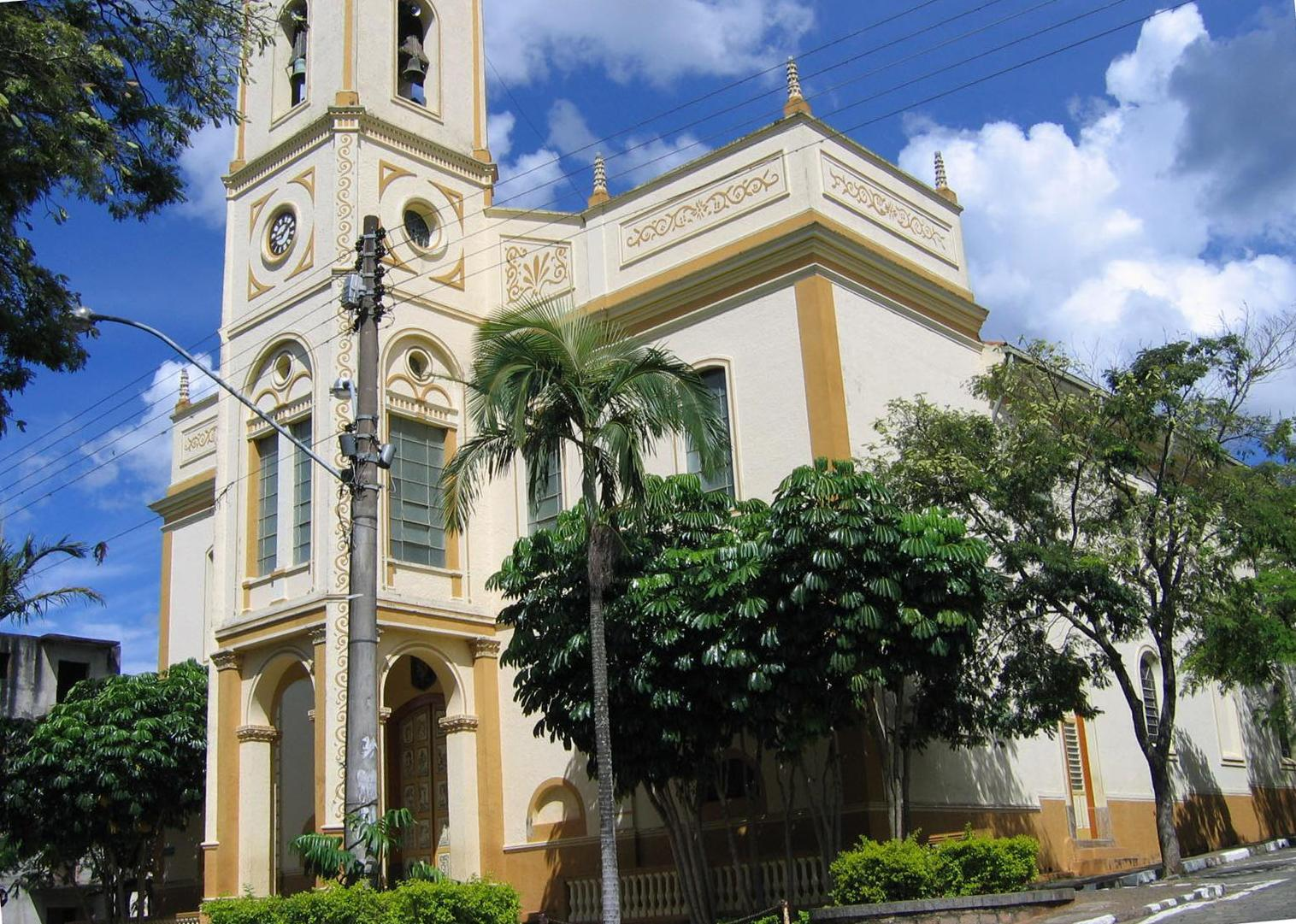
Igreja Matriz de Piracaia, localizada no centro da cidade.

O Cristianismo se faz presente na cidade da seguinte forma:

### Igreja Católica
O município faz parte da Diocese de Bragança Paulista.
- Paróquia Nossa Senhora de Nazaré
- Paróquia Santo Antonio da Cachoeira
- Paróquia São Brás
- Paróquia São João Batista[21]

### Igrejas Evangélicas
- Assembleia de Deus Ministério do Belém.[22][23]
- Congregação Cristã no Brasil.[24]